# 掛け流し
掛け流し（かけながし）とは、温泉の浴槽への給湯・排水方法の一つで、地中から自然に湧出した温泉水（自然湧出）、掘削後自噴した温泉水（掘削自噴）、地中にある源泉から機械的に汲み上げた温泉水（掘削動力揚湯）を浴槽に直接供給し、浴槽からあふれ出た湯を再利用することなく排出することである。源泉掛け流しともいう。

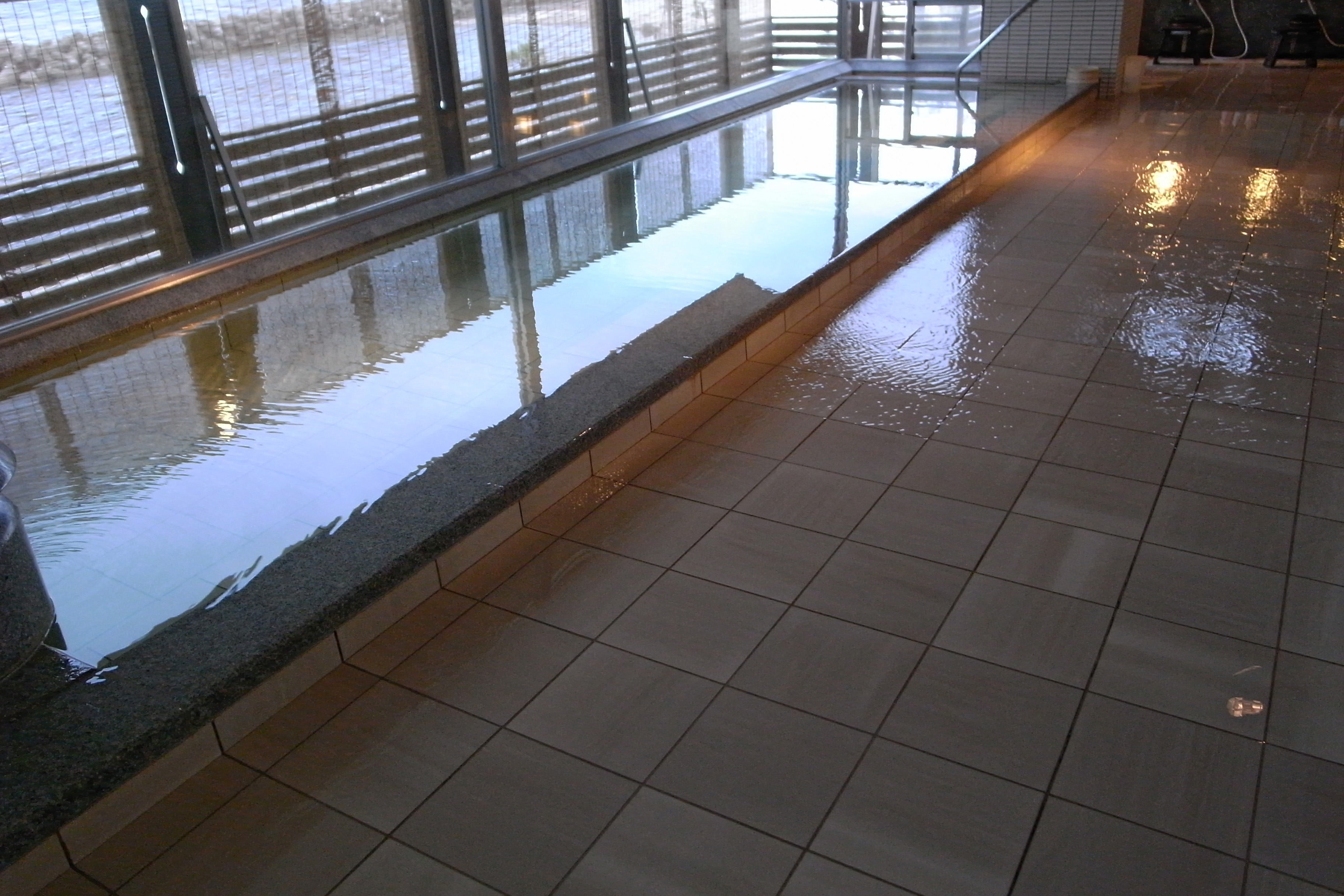
掛け流しの例：湯船から温泉が溢れ続ける

## 掛け流しの歴史
古くからある元々の温泉の利用形態（自然湧出・掘削自噴）は、基本的に掛け流しの状態であり、その言葉自体必要ではなかった。循環風呂登場以降も、すぐには掛け流しに対する注目は集まらなかった。
掛け流しに対する注目が最初に集まったのが2000年から2002年にかけて発生したレジオネラ菌騒動である。日帰り入浴施設などに設置された循環風呂設備で繁殖したレジオネラ菌を原因とした死亡事故により、菌の繁殖の温床となった浴槽内循環機を用いない、昔ながらの掛け流しに対して注目が集まった。
その後温泉愛好家の間では、掛け流しされているかどうかが温泉を楽しむ要素として着目されるようになっていった。2004年に発生した温泉偽装問題以降、顧客の源泉志向に対応するため、源泉掛け流しを謳い文句にする旅館、入浴施設が増加した。さらに現在では浴室が全戸掛け流しの温泉であることを宣伝文句にしたマンションまで現れている。
2023年、ある掛け流しの温泉で、基準値の最大約3700倍のレジオネラ属菌が検出される事例が発覚。原因は、自治体が定めた週に1度は湯を入れ替える、塩素を注入してが適正な濃度となるよう保つという基準が守られていなかったことにあった。この温泉の掛け流しの湯量は70リットル（/分）であり、それなりの湯量をもってしてもレジオネラ菌が繁殖しかねないことが示される結果となった。
なお、掛け流しという表現は、松田忠徳がその著書で自らが初めて用いたと主張している。「源泉掛け流し」の語は野口悦男が創ったとする見解もある。

## 特徴・効能
掛け流し浴槽に注がれる温泉水は、空気に触れることによる劣化や変質が始まる前の新鮮な状態であることが多く、その源泉本来の泉質（色、匂い、感触等）が感じられたり、湯の花が浮遊していたりすることが多い。また、消毒のための薬剤を加えていない場合が多く、感触や特に匂いに関して違いが出やすい。このような特徴により「掛け流しであるか否か」が入浴施設、ホテル・旅館を選択する際の判断材料の一つになりうる。
掛け流し方式の浴槽に入浴することが、循環方式よりも疾患への効能が高いという証明は今のところなされていない（そもそも一般的に流布している「リウマチに効く」等の泉質別の効果自体、医学的に議論がある）。

## 判別方法
基本的に湯船からお湯があふれている場合、それと同量の水（湯）が注がれていることになり、そのものが源泉からの温泉水である時「（源泉）掛け流し」の状態と言える。
色・匂いの濃さ、湯の花の浮遊の有無等でもある程度判断することもできるが、無色透明無味無臭、湯の花がない泉質等もあるので、通常は湯口から注がれた湯量と、湯船の縁からオーバーフローする湯量のバランスで判断する。特に、湯口から大量の湯が注がれているにもかかわらず、湯船から溢れる湯量が少ない場合は、循環装置を併用している場合が多い（湯船の中に排湯管を立ててそこから排湯を行い、オーバーフローさせずに湯を排出できる構造の湯船を用いている場合もある）。
2005年に温泉法施行規則が改正され、温泉を使用する入浴施設に掲示する温泉分析書に、
- 加水
- 加温
- 循環・濾過装置の使用
- 入浴剤または消毒剤の使用

の有無を明記することが義務付けられたため、これらの記載と、浴槽の状態により掛け流しか否かを判別することができる。
また、日本温泉協会が定め各施設が任意で掲示する天然温泉表示看板にも循環、濾過、加水等の有無について記載がある。これらは、2000年代初頭に、温泉入浴施設における入浴剤の使用、循環方式を採用する施設でのレジオネラ菌の繁殖等と併せて、
- 単なる水道水の風呂を「温泉」と称する
- 加水しているにもかかわらず「源泉100％」と宣伝する

などの不当表示が社会問題となったことを受けての措置である。